# Hydroxide

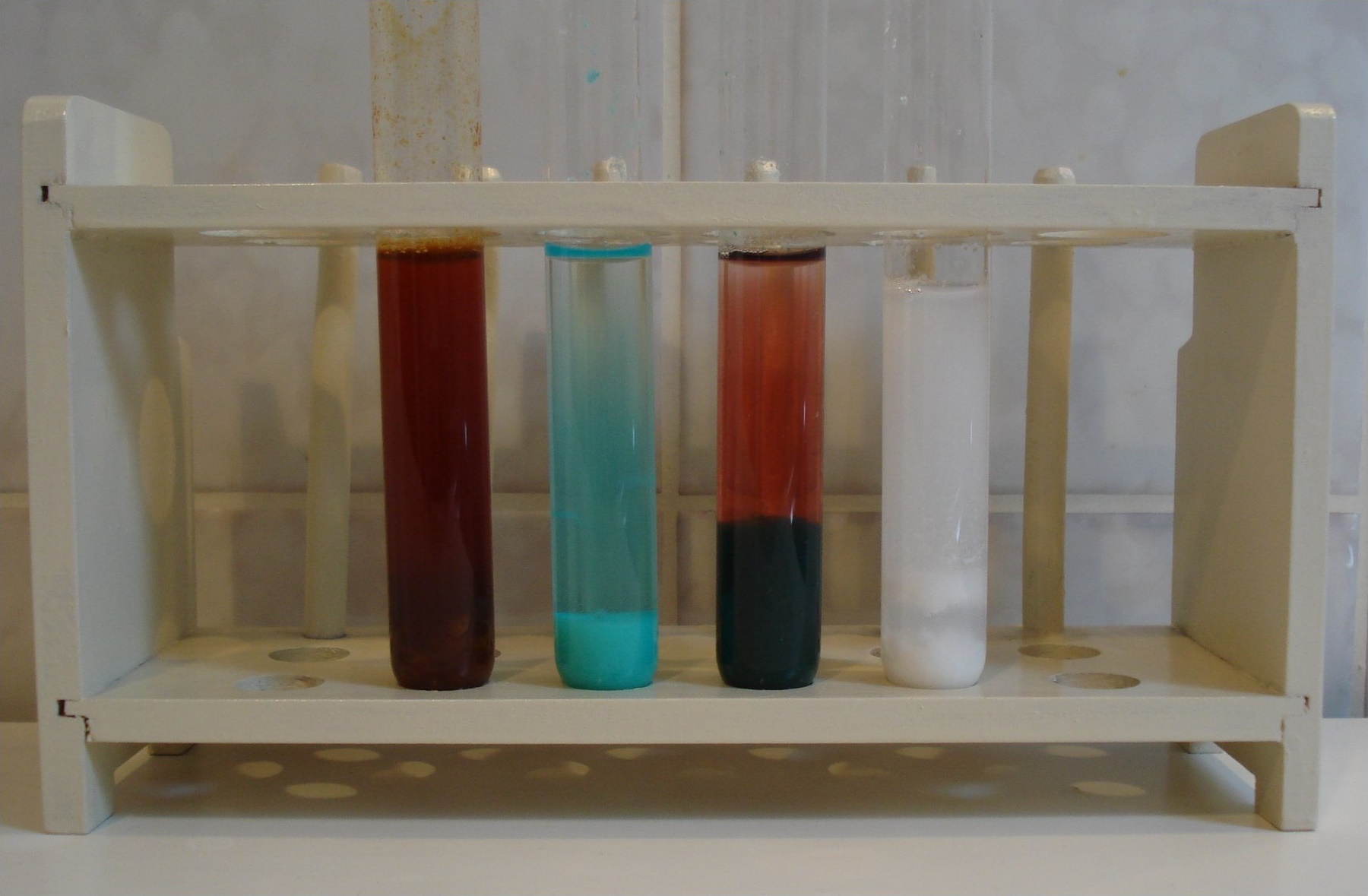
Metallhydroxidniederschläge: Eisen(III)-, Kupfer(II)-, Kobalt(II)- und Zinn(II)-hydroxid

Hydroxide sind   salzähnliche Stoffe, die Hydroxid-Ionen ([OH]−) als negative Gitterbausteine (Anionen) enthalten. Lösliche Hydroxide wie Natriumhydroxid und Kaliumhydroxid bilden mit Wasser stark alkalische Lösungen (Laugen), die unter der Bezeichnung Natronlauge und Kalilauge bekannt sind. Weniger gut lösliche Hydroxide, z. B. Bariumhydroxid und Calciumhydroxid, bilden mit Wasser schwach alkalische Suspensionen. Die gesättigten Lösungen bezeichnet man als Barytwasser und Kalkwasser. Wenn diese beiden Stoffe mit Kohlenstoffdioxid in Berührung kommen, trüben sie sich.
Im Chemielabor werden Metall-Hydroxide in der Regel hergestellt, indem Salzlösungen mit Natron- oder Kalilauge versetzt und die Niederschläge anschließend abfiltriert, gewaschen und an der Luft getrocknet werden. Zum Teil bilden sich nicht die reinen Hydroxide, sondern nach der Fällung Oxidhydroxide, wie Eisen(III)-oxidhydroxid.

## Reaktionsgleichung
{\displaystyle \mathrm {Metalloxid+Wasser\longrightarrow Metallhydroxid} }
Beispiel:
{\displaystyle \mathrm {Na_{2}O+H_{2}O\longrightarrow 2\ NaOH} }
Natriumoxid und Wasser reagieren zu Natriumhydroxid.
{\displaystyle \mathrm {CaO+H_{2}O\longrightarrow Ca(OH)_{2}} }
Calciumoxid und Wasser reagieren zu Calciumhydroxid.

## Struktur wässriger Hydroxidlösungen
In wässriger Lösung ist das Hydroxidion in der Regel von vier bis fünf Wassermolekülen umgeben. Dabei sind vier Wassermoleküle so um das Sauerstoff-Atom des OH− angeordnet, dass sie jeweils eine Wasserstoffbrücke zu diesem ausbilden können (sie zeigen also mit einem ihrer Wasserstoffatome auf das OH−). Diese vier Wassermoleküle befinden sich näherungsweise in einer Ebene mit dem OH−-Ion, also in einer anderen Geometrie als bei der (wie bei sp3-Hybridisierung erwartet) annähernd tetraedrischen Anordnung der Elektronenpaare im Wasser und im H3O+. Das OH−-Ion kann mit seinem Proton auch eine – allerdings schwache – Wasserstoffbrücke ausbilden, so dass die Komplexe [OH−(H2O)4] und [OH−(H2O)5] auftreten, je nachdem, ob diese ausgebildet ist oder nicht. Aus diesem Grunde sind Hydroxide oft sehr voluminös und sedimentieren – anders als kristalline Fällungsprodukte – nur sehr langsam.

## Fällung / Bildung von Hydroxiden

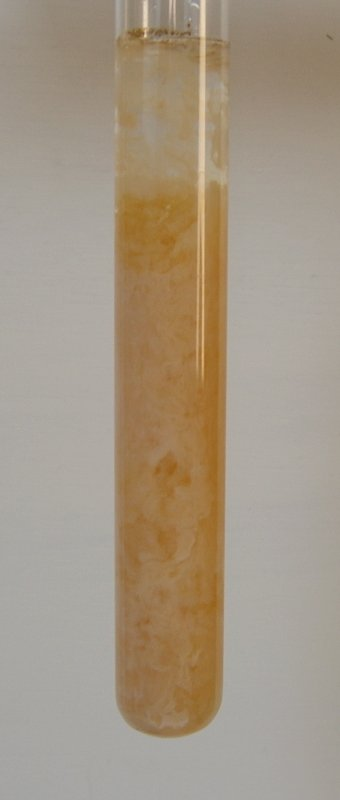
Fällung von Mangan(II)-hydroxid mit teilweiser Oxidation zu braunem Mangan(III)- bzw. Mangan(IV)-oxidhydroxid durch Luftsauerstoff

Metall-Hydroxide bilden sich in einem bestimmten pH-Wert-Bereich, der abhängig vom Löslichkeitsprodukt des Hydroxides und der Konzentration des zu fällenden Kations ist. Beispielsweise gilt für ein zweiwertiges Metallion folgende Reaktionsgleichung:
{\displaystyle \mathrm {Me^{2+}+2\ OH^{-}\longrightarrow Me(OH)_{2}} }

| Metall-Hydroxid | pH-Bereich |
| --------------- | ---------- |
| AgOH            | 8,3–11,3   |

| Metall-Hydroxid | pH-Bereich |
| --------------- | ---------- |
| Ca(OH)2         | 12,4–13,9  |
| Mg(OH)2         | 9,6–11,1   |
| Fe(OH)2         | 8,3–9,8    |
| Ni(OH)2         | 8,1–9,6    |
| Cd(OH)2         | 8,1–9,6    |
| Mn(OH)2         | 7,9–9,4    |
| Pb(OH)2         | 7,2–8,7    |
| Co(OH)2         | 7,2–8,7    |
| Zn(OH)2         | 6,6–8,1    |
| Be(OH)2         | 5,7–7,2    |
| Cu(OH)2         | 5,1–6,6    |
| Sn(OH)2         | 2,4–3,9    |

| Metall-Hydroxid | pH-Bereich |
| --------------- | ---------- |
| Cr(OH)3         | 4,6–5,6    |
| Al(OH)3         | 3,8–4,8    |
| Fe(OH)3         | 2,2–3,2    |
| Sb(OH)3         | 0,9–1,9    |

Amphotere Hydroxide gehen bei höheren pH-Werten wieder in Lösung.
Beispiel:
{\displaystyle \mathrm {Al(OH)_{3}+OH^{-}\longrightarrow \ [Al(OH)_{4}]^{-}} }
Einige Metallhydroxide werden nach der Fällung durch Luftsauerstoff zu Hydroxiden mit einer höheren Oxidationszahl oxidiert. So wird Mangan(II)-hydroxid schnell zu Mangan(III)- bzw.  Mangan(IV)-oxidhydroxid umgewandelt, was man in der Oxymetrie zur Fixierung von Sauerstoff ausnutzt. Ähnlich wird frisch gefälltes grünes Eisen(II)-hydroxid durch anwesenden Luftsauerstoff zu braunem Eisen(III)-oxidhydroxid oxidiert:
{\displaystyle \mathrm {4\ Fe(OH)_{2}+O_{2}\longrightarrow 4\ FeO(OH)+2\ H_{2}O} }

## Hydroxide in der organischen Chemie
In der organischen Chemie werden Hydroxidionen als Nucleophile eingesetzt. Die Umsetzung von geeigneten Brom- oder Chloralkanen mit Natronlauge oder Kalilauge liefert Alkanole und das entsprechende Alkalihalogenid.  Als Konkurrenzreaktion zu dieser Substitutionsreaktion kann auch eine Eliminierung stattfinden, die zu Alkenen führt.